# Isla Batkachnyy
La isla Batkachnyy (en ruso: Баткачный) es una isla en el mar Caspio perteneciente a la Federación rusa. Se encuentra situada a la derecha de la desembocadura del Volga, un delta con multitud de islas.
Batkachnyy tiene una forma muy retorcida, con extensiones de tierra alargadas y muchas entradas de agua. Está separada de la costa por un canal de aproximadamente 1 km de ancho. Tiene una longitud de casi 30 km y una anchura máxima de 10 km.